# Cercomantispa ndjallai
Cercomantispa ndjallai är en insektsart som beskrevs av Poivre 1981. Cercomantispa ndjallai ingår i släktet Cercomantispa och familjen fångsländor. Inga underarter finns listade i Catalogue of Life.